# Françoise Frenkel
Pour les articles homonymes, voir Frenkel.
Françoise Frenkel (Frymeta, Idesa Raichenstein-Frenkel), née le 14 juillet 1889 à Piotrków Trybunalski (près de Łódź, dans la partie centrale de la Pologne qui faisait alors partie de l'Empire russe) et morte le 18 janvier 1975 à Nice, est une libraire et écrivaine polonaise. 

## Biographie
Frymeta Idesa Frenkel - qui choisit plus tard le prénom de Françoise - naît dans une famille juive polonaise intellectuelle, qui lui permet de suivre une formation musicale auprès du compositeur et pianiste Xaver Scharwenka à Leipzig. Elle part ensuite étudier la littérature française à l'université de la Sorbonne et, pendant son temps libre, fréquente les bouquinistes de Paris. Après avoir obtenu son diplôme, elle rentre en Pologne en 1918, à la fin de la Première Guerre mondiale, et retrouve sa famille, qui va bien, mais la maison familiale a été pillée par les armées, et son piano ainsi que sa petite collection de livres ont disparu. De retour à Paris, elle fait un stage auprès d'un bouquiniste, rue Gay-Lussac et décide rentrer en Pologne, où la culture et la littérature françaises étaient alors très respectées, et d'ouvrir une librairie de livres français à Cracovie. Cependant, la visite de cette ville la fait changer d'idée, car elle se rend compte que les librairies y sont nombreuses et qu'elles vendent déjà des livres français. Lors de son voyage de retour vers la France, elle s'arrête à Berlin pour rendre visite à une amie et s'aperçoit qu'aucune des librairies de cette ville ne vend de livres français. Elle décide donc de s'y installer et épouse Simon Raichenstein, juif lui aussi (né le 24 novembre 1889 à Mohileff (Mahiliow), en Biélorussie). Toujours passionnée de littérature française, elle commence à vendre, avec Simon, des livres français dans un appartement situé dans la Kleist Strasse. Puis, soutenue par le consul de France, en 1921 elle ouvre avec Simon La Maison du Livre français, première librairie française de Berlin, située au 39 de la Passauer Straße, dans un quartier comptant alors beaucoup de résidents juifs. En raison de la Révolution russe, de nombreux Russes, parlant bien français, sont réfugiés à Berlin et constituent une bonne clientèle. La librairie se développe peu à peu et Françoise organise des réceptions pour des personnalités des lettres françaises de passage à Berlin, notamment Claude Anet, Henri Barbusse, André Gide, Julien Benda, Aristide Briand and Colette. 
En 1933, à cause de l'arrivée du parti nazi au pouvoir en Allemagne, Simon s'exile à Paris. Françoise, que sa nationalité polonaise protège quelque peu, reste jusqu'en août 1939 à Berlin, qu'elle quitte avec les derniers résidents français, sur les conseils du consul de France. Elle rejoint Paris, sans qu'on sache si elle y a revu son mari. Lors de l'invasion allemande en 1940, elle se réfugie en zone libre, notamment à Nice. Simon, dont la dernière adresse est au 41 rue Delambre dans le 14e arrondissement de Paris, est arrêté lors d'une rafle, en juillet 1942, et déporté par le Convoi n° 10, du 24 juillet 1942, de Drancy vers Auschwitz, où il meurt en août de la même année, ce qu'elle n'évoque pas dans son livre. En août 1942, à Nice, elle échappe à une rafle contre les Juifs et pendant 3 mois vit de cachette en cachette avec le soutien d'amis. 
Grâce à son cousin le producteur de cinéma zurichois Lazar Wechsler, elle obtient un visa pour la Suisse. Elle monte alors à Grenoble et y entre en contact avec un réseau de passeurs pour la Suisse, qui lui donne rendez-vous à Monnetier-Mornex dans un café. Elle s'y rend et, contre paiement, un passeur la prend en charge ainsi que 3 autres fugitifs. Le 26 décembre 1942, tandis que ce petit groupe cherche un endroit favorable pour passer la frontière, une patrouille de la gendarmerie française les arrête en fin d'après-midi. Le 6 janvier 1943, Françoise est condamnée à 15 jours de prison à Annecy. Après sa libération, elle parvient finalement, lors de sa troisième tentative, le 11 juin 1943, à trouver refuge en Suisse en passant par le Pas de l’Échelle (Étrembières) puis le passage sous-voie de Troinex, où les gardes-frontière suisses l'interpellent et elle est internée. Son cousin Lazar Wechsler s'étant porté garant pour elle, elle est finalement autorisée à rester en Suisse et, à la fin juillet 1943, elle se rend dans le canton de Schwytz pour y séjourner. C'est là qu'elle écrit, en 1943-1944, son unique livre, un témoignage sur les circonstances de sa vie et son exil en France, intitulé Rien où poser sa tête, qu'elle publie en 1945 à Genève, chez l'éditeur genevois J.-H. Jeheber S.A.. 
Devant quitter la Suisse à la fin de la guerre, elle revient en France à l'été 1945 et s'installe à Nice, où elle continue à dépendre du soutien financier de son cousin. Ses démarches pour obtenir des indemnités de l'Allemagne sont coûteuses et moralement éprouvantes ; en 1955, elle reçoit un premier versement de 3800 DM. Elle demande sa naturalisation française. 
Elle meurt à Nice, le 18 janvier 1975 et est enterrée au cimetière de la Cimetière de l'Est à Nice.
Un exemplaire du livre a été retrouvé en 2010 à Nice dans un vide-greniers,,. Il est réédité en 2015 par Gallimard, avec une préface de Patrick Modiano et un dossier qui restitue le parcours de l'auteure.

## Œuvre
- Rien où poser sa tête (préf. Patrick Modiano), L'arbalète Gallimard, 2015, 304 p. (ISBN 2070108392).
- Zone de la douleur, L’arbalète Gallimard, 2022, 304 p. (ISBN 2072938333).